# UEFA Under-19 Futsal Championship
Il UEFA Under-19 Futsal Championship è un torneo di calcio a 5 organizzato dalla UEFA e riservato alle selezioni nazionali europee composte da giocatori di età inferiore o uguale a 19 anni.

## Edizioni
| Anno          | Luogo           | Finale     | Finale      | Finale        | Semifinaliste      |
| Anno          | Luogo           | Vincitore  | Risultato   | Secondo posto | Semifinaliste      |
| ------------- | --------------- | ---------- | ----------- | ------------- | ------------------ |
| 2019 Dettagli | Riga Lettonia   | Spagna     | 6 – 1       | Croazia       | Polonia Portogallo |
| 2022 Dettagli | Jaén Spagna     | Spagna     | 6 – 2 (dts) | Portogallo    | Polonia Ucraina    |
| 2023 Dettagli | Parenzo Croazia | Portogallo | 6 – 2       | Spagna        | Ucraina Slovenia   |

## Vittorie
| Titoli | Squadra    | Anni       |
| ------ | ---------- | ---------- |
| 2      | Spagna     | 2019, 2022 |
| 1      | Portogallo | 2023       |

## Statistiche

### Prestazione delle nazionali
| Nazionale  | Vincitrice     | Finalista | Semifinalista  | Totale (prime 4) |
| ---------- | -------------- | --------- | -------------- | ---------------- |
| Spagna     | 2 (2019, 2022) | 1 (2023)  |                | 3                |
| Portogallo | 1 (2023)       | 1 (2022)  | 1 (2019)       | 3                |
| Croazia    |                | 1 (2019)  |                | 1                |
| Ucraina    |                |           | 2 (2022, 2023) | 2                |
| Polonia    |                |           | 2 (2019, 2022) | 2                |
| Slovenia   |                |           | 1 (2023)       | 1                |

### Partecipanti
| Nazionali   | 2019 | 2022 | 2023 | Totale |
| ----------- | ---- | ---- | ---- | ------ |
| Croazia     | 2°   | FG   | FG   | 3      |
| Finlandia   | •    | •    | FG   | 1      |
| Francia     | •    | FG   | FG   | 2      |
| Italia      | •    | FG   | FG   | 2      |
| Lettonia    | FG   | •    | •    | 1      |
| Paesi Bassi | FG   | •    | •    | 1      |
| Polonia     | SF   | SF   | •    | 2      |
| Portogallo  | SF   | 2°   | 1°   | 3      |
| Romania     | •    | FG   | •    | 1      |
| Russia      | FG   | ×    | ×    | 1      |
| Spagna      | 1°   | 1°   | 2°   | 3      |
| Slovenia    | •    | •    | SF   | 1      |
| Ucraina     | FG   | SF   | SF   | 3      |
| Totale      | 8    | 8    | 8    | 24     |

Legenda
- 1° – Campioni
- 2° – Finalista
- SF – Semifinalista
- FG – Fase a gironi
- organizzatore
- • – Non qualificata
- SQ – Squalificata